# Кортиев, Леван Исмаилович
Лева́н Исмаи́лович Корти́ев (осет. Кортиаты Леуан; 28 декабря 1939 года, Тетрицкаройский р-н ГССР — 18 января 2022 года) — профессор, кандидат технических наук, член-корреспондент МАНЭБ, академик Российской академии транспорта, автор более ста научных работ. Известен как один из инициаторов и инженеров строительства Транскавказской автомагистрали (Транскам), на сегодня единственной дороги из России в Южную Осетию. Вёл активную общественную жизнь, участвовал в работе международного общественного движения Иры Стыр Ныхас («Высший совет осетин»).

## Биография
Окончив сельскую школу, Кортиев был призван в армию, затем учился в Тбилиси, в Грузинском политехническом институте, работал в строительных организациях Тбилиси на строительстве дорог и тоннелей.
Сразу после вуза был направлен в Южную Осетию, в посёлок Джава (Дзау), начальником дорожного участка, около года был заместителем председателя Дзауского райисполкома. Когда началась подготовка к строительству Транскавказской автомагистрали, Кортиев участвовал в организации южного участка трассы, в 1975—82 годах был его начальником.
Когда Транскам уже был построен, в 1988 году Кортиев защитил кандидатскую диссертацию в Ленинградском институте инженеров железнодорожного транспорта. В 1995—2001 годах работал главным инженером дирекции Зарамагских ГЭС в Северной Осетии, затем занимался предпринимательской деятельностью и возглавлял кафедру организации и безопасности дорожного движения СКГМИ (Владикавказ), основал при СКГМИ музей Транскама.
В последние годы жизни занимался организацией установки памятника ленинградским инженерам (П. Э. Пиккель, А. И. Петров, П. И. Яковлев), погибшим в районе села Рук в 1960 году при проектировании Транскавказской автомагистрали. Работал над проектом перевальной железной дороги через Главный Кавказский хребет. Собирался открыть в Цхинвале музей строительства Транскама, подготовил материалы для будущей выставки, выступал в местной печати, рассказывая об истории дороги. «Он был летописцем этой стройки, выпустив две монографии об истории строительства транспортного сообщения между Южной Осетией и Северной Осетией», — рассказывает о Кортиеве юго-осетинский этнограф и историк Роберт Кулумбегов.